# Asia Cup 2016
La Asia Cup 2016 è stato un torneo internazionale di cricket che si è svolto in Bangladesh dal 24 febbraio al 6 marzo 2016. È stata la tredicesima edizione della Asia Cup, la quinta svoltasi in Bangladesh e la prima utilizzando il formato Twenty20 International (T20I).
Oltre a Bangladesh (organizzatore) e Sri Lanka (campioni uscenti del 2014), hanno partecipato al torneo India, Pakistan e un membro associato ICC, gli Emirati Arabi Uniti, che si sono qualificati grazie a un torneo disputato dal 19 al 22 febbraio 2016.

## Nazioni
- Bangladesh
- India
- Pakistan
- Sri Lanka
- Emirati Arabi Uniti (dalle qualificazioni)

## Squadre
| Bangladesh | India | Pakistan | Sri Lanka | Emirati Arabi Uniti |
| --- | --- | --- | --- | --- |
| - Mashrafe Mortaza (c) - Shakib Al Hasan - Imrul Kayes - Mohammad Mithun - Mahmudullah - Mushfiqur Rahim (wk) - Soumya Sarkar - Sabbir Rahman - Nasir Hossain - Mustafizur Rahman - Al-Amin Hossain - Taskin Ahmed - Arafat Sunny - Abu Hider - Nurul Hasan | - MS Dhoni (c, wk) - Ravichandran Ashwin - Jasprit Bumrah - Shikhar Dhawan - Ravindra Jadeja - Virat Kohli - Bhuvneshwar Kumar - Pawan Negi - Ashish Nehra - Hardik Pandya - Parthiv Patel - Ajinkya Rahane - Suresh Raina - Mohammed Shami - Rohit Sharma - Harbhajan Singh - Yuvraj Singh | - Shahid Afridi (c) - Iftikhar Ahmed - Sarfraz Ahmed (wk) - Umar Akmal - Anwar Ali - Mohammad Amir - Babar Azam - Mohammad Hafeez - Mohammad Irfan - Shoaib Malik - Khurram Manzoor - Mohammad Nawaz - Rumman Raees - Wahab Riaz - Imad Wasim - Sharjeel Khan - Mohammad Sami | - Lasith Malinga (c) - Dushmantha Chameera - Dinesh Chandimal - Tillakaratne Dilshan - Niroshan Dickwella - Rangana Herath - Shehan Jayasuriya - Chamara Kapugedera - Nuwan Kulasekara - Angelo Mathews - Thisara Perera - Sachithra Senanayake - Dasun Shanaka - Milinda Siriwardana - Jeffrey Vandersay | - Amjad Javed (c) - Swapnil Patil - Ahmed Raza - Fahad Tariq - Farhan Ahmed - Mohammad Naveed - Mohammad Shahzad - Mohammad Usman - Muhammad Kaleem - Qadeer Ahmed - Rohan Mustafa - Saqlain Haider - Shaiman Anwar - Usman Mushtaq - Zaheer Maqsood |

Bhuvneshwar Kumar è stato aggiunto alla squadra indiana al posto di Mohammed Shami dopo che quest'ultimo non ha completamente recuperato da un grave infortunio. Parthiv Patel è stato aggiunto alla squadra indianacome riserva di MS Dhoni, che ha avuto uno spasmo muscolare. Mohammad Sami e Sharjeel Khan sono stati aggiunti alla squadra pakistana dopo gli infortuni di Babar Azam e Rumman Raees, a seguito delle loro performance nella Pakistan Super League 2016.

## Formato
Dopo che l'Asian Cricket Council fu degradato dall'International Cricket Council (ICC) nell'Aprile del 2015, fu annunciato che gli eventi della successiva Asia Cup sarebbero stati giocati a rotazione tra gli One Day International (ODI) ed i Twenty20 International (T20I), in base agli eventi dell'ICC. Questo significa che gli eventi del 2016 e del 2020 sarebbero stati giocati usando il formato T20I.

## Stadio
| Mirpur                                 |
| -------------------------------------- |
| Sher-e-Bangla National Cricket Stadium |
| Coordinate: 23°48′24.9″N 90°21′48.9″E  |
| Capienza: 25.416                       |
|                                        |

## Classifica
| Squadra             | G | V | S | P | NR | NRR    | Pts |
| ------------------- | - | - | - | - | -- | ------ | --- |
| India               | 4 | 4 | 0 | 0 | 0  | +2,020 | 8   |
| Bangladesh          | 4 | 3 | 1 | 0 | 0  | +0,458 | 6   |
| Pakistan            | 4 | 2 | 2 | 0 | 0  | -0,296 | 4   |
| Sri Lanka           | 4 | 1 | 3 | 0 | 0  | -0,293 | 2   |
| Emirati Arabi Uniti | 4 | 0 | 4 | 0 | 0  | -1,813 | 0   |

## Fase a gironi
| Data             | Luogo                                        | In battuta                           | Al lancio                            | Risultato                      |
| ---------------- | -------------------------------------------- | ------------------------------------ | ------------------------------------ | ------------------------------ |
| 24 febbraio 2016 | Sher-e-Bangla National Cricket Stadium Dacca | India 166/6 (20 overs)               | Bangladesh 121/7 (20 overs)          | IND vince di 45 runs Referto   |
| 25 febbraio 2016 | Sher-e-Bangla National Cricket Stadium Dacca | Sri Lanka 129/8 (20 overs)           | Emirati Arabi Uniti 115/9 (20 overs) | SRI vince di 14 runs Referto   |
| 26 febbraio 2016 | Sher-e-Bangla National Cricket Stadium Dacca | Bangladesh 133/8 (20 overs)          | Emirati Arabi Uniti 82 (17.4 overs)  | BGD vince di 51 runs Referto   |
| 27 febbraio 2016 | Sher-e-Bangla National Cricket Stadium Dacca | Pakistan 83 (17.3 overs)             | India 85/5 (15.3 overs)              | IND vince di 5 wickets Referto |
| 28 febbraio 2016 | Sher-e-Bangla National Cricket Stadium Dacca | Bangladesh 147/7 (20 overs)          | Sri Lanka 124/8 (20 overs)           | BGD vince di 23 runs Referto   |
| 29 febbraio 2016 | Sher-e-Bangla National Cricket Stadium Dacca | Emirati Arabi Uniti 129/6 (20 overs) | Pakistan 131/3 (18.4 overs)          | PAK vince di 7 wickets Referto |
| 1º marzo 2016    | Sher-e-Bangla National Cricket Stadium Dacca | Sri Lanka 138/9 (20 overs)           | India 142/5 (19.2 overs)             | IND vince di 5 wickets Referto |
| 2 marzo 2016     | Sher-e-Bangla National Cricket Stadium Dacca | Pakistan 129/7 (20 overs)            | Bangladesh 131/5 (19.1 overs)        | BGD vince di 5 wickets Referto |
| 3 marzo 2016     | Sher-e-Bangla National Cricket Stadium Dacca | Emirati Arabi Uniti 81/9 (20 overs)  | India 82/1 (10.1 overs)              | IND vince di 9 wickets Referto |
| 25 febbraio 2016 | Sher-e-Bangla National Cricket Stadium Dacca | Sri Lanka 150/4 (20 overs)           | Pakistan 151/4 (19.2 overs)          | PAK vince di 6 wickets Referto |

## Finale
| Data         | Luogo                                        | In battuta                  | Al lancio                | Risultato                      |
| ------------ | -------------------------------------------- | --------------------------- | ------------------------ | ------------------------------ |
| 6 marzo 2016 | Sher-e-Bangla National Cricket Stadium Dacca | Bangladesh 120/5 (15 overs) | India 122/2 (13.5 overs) | IND vince di 8 wickets Referto |